# Slag bij Hunterstown
De Slag bij Hunterstown vond plaats op 2 juli 1863 niet ver van Gettysburg, Pennsylvania tijdens de Amerikaanse Burgeroorlog. Deze slag wordt als een afzonderlijke slag beschouwd maar had invloed op het verder verloop van de Slag bij Gettysburg.
In de vroege ochtend van de 2de juli had het Noordelijke Army of the Potomac stellingen ingenomen nabij Gettysburg in de vorm van een vishaak. Delen van het VI Corps en de cavalerie moest de andere eenheden van de Zuidelijken (voornamelijk Stuarts cavalerie) lokaliseren. Stuart kwam rond 12.00u aan in het hoofdkwartier van generaal Robert E. Lee. Een uur later arriveerde de uitgeputte brigade van Wade Hampton. Hampton kreeg orders om een stelling in te nemen die de linker achterhoede van het Zuidelijke leger zou beschermen. Hampton stelde zijn leger op over de Huntertowns Road op ongeveer 6 km ten noordoosten van Gettysburg.
Twee brigades van Judson Kilpatricks divisie onder leiding van George Armstrong Custer en Elon J. Farnsworth zochten naar het uiteinde van de Zuidelijke stellingen. Custer botste daarbij op de stellingen van Hampton. Hierbij raakte Custer lichtgewond. Hampton maakte zich klaar om in de tegenaanval te gaan. Op dit moment arriveerde Farnsworths brigade. Hampton viel niet aan. Een artillerieduel duurde tot het invallen van de duisternis waarna Hampton zich terugtrok naar Gettysburg.

## Bron
- Website van de Hunterstown Historical met een overzicht van de slag bij Hunterstown